# 西蒙博利瓦爾 (巴拉圭)
西蒙博利瓦爾（西班牙語：Simón Bolívar），是巴拉圭的城鎮，位於該國東部，由卡瓜蘇省負責管轄，距離亞松森182公里，始建於1538年，面積300平方公里，2008年人口4,972，人口密度每平方公里16.57人。